# Ici Auxerre
 (janvier 2018).
Si vous disposez d'ouvrages ou d'articles de référence ou si vous connaissez des sites web de qualité traitant du thème abordé ici, merci de compléter l'article en donnant les références utiles à sa vérifiabilité et en les liant à la section « Notes et références ».
Ici Auxerre, anciennement France Bleu Auxerre, est l'une des 44 stations de radio généralistes du réseau Ici, dirigé par Jean-Emmanuel Casalta, entreprise constitutive du groupe Radio France. Elle a pour zone de service le département de l'Yonne et une partie de la Nièvre. Elle a commencé à émettre en 1988 sous le nom Radio France Auxerre.
Le 4 septembre 2000, les radios locales de Radio France sont réunies dans le réseau France Bleu qui fournit un programme commun national que reprennent les programmes locaux des stations en régions.

## Siège local
Le siège local est situé 12 Place St Amâtre à Auxerre.

## L'équipe de Ici Auxerre
- Directeur : François Giuseppi
- Responsable des programmes : Eric Habrard
- Rédaction en chef : Philippe Renaud

## Diffusion
Les fréquences au 29 janvier 2019
Dans l'Yonne
- Ancy-le-Franc : 92.5
- Auxerre (Molesmes) : 101,3
- Auxerre (Venoy) : 103,5
- Sens : 100,5
- Tonnerre : 103,5